# Spitfire (группа)
Spitfire — российская ска-панк-группа, основана в феврале 1993 года.

## История группы

### 1990-е
Музыкальный коллектив был создан в начале 1993 года в Санкт-Петербурге тремя музыкантами: Константином Лимоновым (гитара, вокал), Денисом Купцовым (ударные) и Игорем «Попугаем» (контрабас). Первый концерт группы состоялся в Санкт-Петербурге в феврале 1993 года на фестивале psycho-музыки. Первое время группа исполняла композиции в стиле рокабилли, однако уже летом 1993 года «Spitfire» в основном исполняли музыку более близкую нойзу/гаражу. Новая программа Spitfire базировалась на кавер-версиях гаражного рока 1960 годов.
Переломным для группы стал 1994 год, когда на место контрабасиста Игоря пришёл бас-гитарист Дмитрий Петров (однако, вскоре его место занял Виктор Иванов), и в коллективе появилась духовая секция в лице Григория Зонтова (саксофон, бэк-вокал), Алексея Пушкарёва (труба), и, чуть позже, Владислава Александрова (тромбон, бэк-вокал). В обновленном составе Spitfire записали свою первую демо-плёнку и успешно выступили на фестивале «АЭРОFUZZ» в Балтийском доме в марте 1994 года. К тому времени окончательно сформировалось ска-панк звучание коллектива.
За последовавшие два года они выступали, кроме России, в Германии, Бельгии, Норвегии, Швеции, Дании, Литве, Белоруссии, Финляндии — всюду с неизменным успехом. Их песня «Simply Can’t Get Up» появилась на сборнике «United Colors of Ska Vol 2», став первой официально изданной композицией группы.
В 1995-м году коллектив временно покинул Владислав Александров, и его место занял тромбонист Юрий Евграфов.
В марте 1996 года в Санкт-Петербурге группа записала свой дебютный альбом «Night Hunting», а весной того же года было проведено сведение и мастеринг материала в Германии.
3 января 1997 года на лейбле «Pork Pie» состоялся релиз дебютного альбома Spitfire «Night Hunting».
Вскоре в составе группы опять начались перемены. В 1997-98 году коллектив покинули трубач Алексей Пушкарёв, тромбонист Юрий Евграфов (Mr. Bazooka) и бас-гитарист Виктор Иванов, на смену им пришли Роман Парыгин (труба, вокал), Владислав Александров (тромбон) и Андрей Кураев (бас-гитара). В обновленном составе группа продолжает активно гастролировать по Европе и приступает к записи своего второго альбома «The Coast Is Clear», который выходит 15 октября 1999 года на немецком лейбле Pork Pie.

### 2000-е
Весной 2001 года состав группы пополнился клавишником Ильей Рогачевским, экс-участником группы «Чуфела Марзуфела». Через полгода в жизни группы произошло трагическое событие — близкий друг музыкантов тромбонист Михаил «Гопак» Гапак при невыясненных обстоятельствах сломал позвоночник и оказался прикованным к инвалидному креслу. Большинство концертов того периода Spitfire организовывали в поддержку Гапака, собирая средства на дорогостоящую операцию (альбом «Kills And Thrills» 2003 года посвящён ему).
В конце 2001 года участники Spitfire в качестве сессионных музыкантов приступили к работе над альбомом группы «Ленинград» «Пираты XXI Века» (познакомились же музыканты ещё раньше — Роман Парыгин общался с Сергеем Шнуровым ещё с начала 1990-х годов).
В феврале 2002 года музыканты группы Spitfire (кроме Ильи Рогачевского) окончательно вошли в состав «Ленинграда», а летом 2002 года заменили старый состав «Ленинграда» (Александр Привалов, Роман Фокин, Василий Савин, Митя Мельников, Максим Темнов). Тогда же к «Ленинграду» присоединился Илья Рогачевский. В составе группы «Ленинград» музыканты Spitfire записали двенадцать альбомов: «Для миллионов» (2003), «Бабаробот» (2004), «Huinya» (2005), «Хлеб» (2005), «Бабье лето» (2006), «Аврора» (2007), «Хна» (2011), «Вечный огонь» (2011), «Рыба» (2012), «Вечерний Ленинград» (инструментальный альбом) (2012), «Пляж» (2014) и «Фарш Наш» (2014).
В 2003 году был записан третий альбом Spitfire — «Kills And Thrills». Главным героем данной пластинки стал Роман Парыгин, который исполнил почти все основные вокальные партии и стал к тому времени вторым лидером коллектива. Альбом вышел в конце 2003 года (в Европе — 23 февраля 2004). Существуют две версии диска: российская (отсутствует песня «Весна») и немецкая (присутствует песня «Весна», к диску прилагается 16-ти страничный буклет с текстами песен). Альбом также стал первым полноценным релизом нового рекорд-лейбла «Шнур’ОК», основанного Сергеем Шнуровым (самым первым, по сути, пробным релизом лейбла стал сборник «Пришествие»).
Весной 2004 года клип Spitfire «Break The Silence» демонстрировался по телеканалу MTV-Россия в рамках программы «12 Злобных Зрителей» и был признан лучшим среди участников передачи.
В 2004—2005 годах группа активно гастролировала, периодически принимая участие в различных телевизионных программах (нп., «Открытый Проект», телеканал ТВЦ).
В 2006-м году группу покинул отец-основатель — Константин Лимонов. Бразды управления группой окончательно переходят к Роману Парыгину. Новым гитаристом Spitfire становится Дмитрий Кежватов.
Работа над четвёртым альбомом Spitfire «Lifetime Visa», по сути, началась ещё в 2006-м году, при Лимонове. Но работа над пластинкой завершилась лишь к концу 2007 года. Альбом вышел на лейбле «A1 Records» весной 2008 года (16 января 2009 состоялся европейский релиз данного альбома).
В январе 2009 года начался европейский тур в поддержку альбома «Lifetime Visa»
В августе 2009 года коллектив покинул ещё один основатель — Денис Купцов, его место за барабанной установкой занял Игорь Розанов. Первые концерты обновленного состава состоялись в начале сентября 2009 года.
Весной 2010 года группа приступила к студийной записи новых композиций. Результатом стал макси-сингл «Я не сдамся холодам», выпущенный в сентябре 2010 года. Презентация сингла состоялась 18 сентября 2010 в Санкт-Петербурге в клубе «Космонавт» и 1 октября 2010 года в Москве в клубе «Gogol'».
В сентябре 2012 года группа выпустила свой пятый студийный альбом, получивший название «5». Данный альбом стал первым в дискографии «Spitfire» альбомом без англоязычных композиций — тексты всех песен написаны на русском языке.
Февраль 2013 года ознаменовался двумя праздничными концертами — группа отметила своё 20-ти летие выступлениями в клубах «Dusche» и «Gogol». В честь торжественного события музыканты исполнили композиции, которые много лет не звучали вживую, а на один вечер к «Spitfire» вновь присоединился вокалист/гитарист классического состава группы — Константин Лимонов.

## Интересные факты
- Инструментальная композиция Rio Rita с альбома Night Hunting использовалась в качестве музыкального сопровождения в телепрограмме Осторожно, модерн!
- Музыканты группы сотрудничают с другим петербургским ска-коллективом Ленинград в период с 2002 по настоящее время.
- Большая часть музыкантов с 2001 по 2009 год принимала участие в проекте St. Petersburg Ska-Jazz Review.
- Нынешний гитарист Spitfire Дмитрий Кежватов играл в период с 1995 по 2002 в коллективе «Ens Cogitans», а также в группе Тараканы! и Тени Свободы. В настоящее время он является участником таких команд как Празник, Mozart, Optimystica Orchestra, КИНО.
- До прихода в коллектив клавишника Ильи Рогачевского все партии синтезатора мастерски исполнял трубач и вокалист Роман Парыгин, который также неплохо играет на гитаре.
- Вокальный дебют Романа Парыгина состоялся на композиции «Антагонизм» с альбома «The Coast Is Clear» (1999 год).
- В период с 2005 по 2006 год вокальную партию композиции «Настроение» исполнял Константин Лимонов, автор песни, тогда как Роман Парыгин лишь пел в «квадрате».
- С декабря 2008 года экс-фронтмен и гитарист Spitfire Константин Лимонов стал участником группы «Рубль» Сергея Шнурова.
- В 2006 году группа в составе трио (Роман Парыгин, Владислав Александров и Григорий Зонтов) принимает участие в записи духовой секции песни «Город мертвецов» группы Король и Шут из альбома «Продавец кошмаров».

## Состав группы
- Григорий Зонтов — тенор-саксофон, бэк-вокал (март 1994—2013)
- Андрей Кураев — бас-гитара, бэк-вокал (вторая половина 1996—2013)
- Роман Парыгин — труба, вокал (декабрь 1997—2013)
- Владислав Александров — тромбон, бэк-вокал (февраль 1997 — 2013)
- Илья Рогачевский — клавишные (март 2001—2013)
- Дмитрий Кежватов — гитара, бэк-вокал (сентябрь 2006—2013)
- Игорь Розанов — ударные (август 2009—2013)

## Дискография

### Студийные альбомы
- Night Hunting (1996)
- The Coast Is Clear (1999)
- Thrills and Kills (2004)
- Lifetime Visa (2008)
- 5 (2012)

### Синглы
- Swinging Single Club (Mamma Mia/Noisy Crew/Life Comes Running) (1998)
- X-Mas Claus Tour (2000)
- Self-Help (2002)
- Cult Fiction (2004)
- Я не сдамся холодам (2010)

### Сплиты
- 1999 год — Split EP (Distemper & Spitfire)

### Видео
- Live at Red Club (в качестве группы St. Petersburg Ska-Jazz Review)

### Видеоклипы
- Mamma Mia (1998)
- Night Flying (1999)
- Fussball Junkie (1999)
- Factory Of The Happiness And Joy (2001)
- Unlucky Men (компиляция из архивных видеозаписей 1998—2000, 2001)
- Three Chords (лето 2004)
- The Freak (2004)
- Break The Silence (весна 2004)
- Настроение (декабрь 2007)
- Загробная (2010)
- Я — первый! (2010)
- Аня в сером платье (2013)